# Tupiratins
Tupiratins es un municipio brasileño del estado del Tocantins.
Se localiza a una latitud 08º23'38" sur y a una longitud 48º06'56" oeste, estando a una altitud de 160 metros. Su población estimada en 2004 era de 1.429 habitantes.